# بيرم سوري (مدينة)
بيرم سوري هي بلدة، في ألبانيا، تقع في تروبويو، وهي عاصمتها، سميت على اسم الزعيم الألباني «بيرم سوري» (ت 1925 م) بلغ عدد سكانها 5,340 نسمة وذلك حسب إحصائيات سنة 2011، رمزها البريدي هو 8701–8702.

## المناخ
يظهر الجدول التالي التغييرات المناخية على مدار السنة لبيرم سوري:
| البيانات المناخية لـبيرم سوري     | البيانات المناخية لـبيرم سوري | البيانات المناخية لـبيرم سوري | البيانات المناخية لـبيرم سوري | البيانات المناخية لـبيرم سوري | البيانات المناخية لـبيرم سوري | البيانات المناخية لـبيرم سوري | البيانات المناخية لـبيرم سوري | البيانات المناخية لـبيرم سوري | البيانات المناخية لـبيرم سوري | البيانات المناخية لـبيرم سوري | البيانات المناخية لـبيرم سوري | البيانات المناخية لـبيرم سوري | البيانات المناخية لـبيرم سوري |
| الشهر                             | يناير                         | فبراير                        | مارس                          | أبريل                         | مايو                          | يونيو                         | يوليو                         | أغسطس                         | سبتمبر                        | أكتوبر                        | نوفمبر                        | ديسمبر                        | المعدل السنوي                 |
| --------------------------------- | ----------------------------- | ----------------------------- | ----------------------------- | ----------------------------- | ----------------------------- | ----------------------------- | ----------------------------- | ----------------------------- | ----------------------------- | ----------------------------- | ----------------------------- | ----------------------------- | ----------------------------- |
| متوسط درجة الحرارة الكبرى °م (°ف) | 4.9 (40.8)                    | 7.5 (45.5)                    | 12.2 (54.0)                   | 16.9 (62.4)                   | 21.9 (71.4)                   | 25.8 (78.4)                   | 28.5 (83.3)                   | 28.5 (83.3)                   | 24.3 (75.7)                   | 17.8 (64.0)                   | 11.2 (52.2)                   | 6.7 (44.1)                    | 17.2 (62.9)                   |
| المتوسط اليومي °م (°ف)            | 1.6 (34.9)                    | 3.7 (38.7)                    | 7.6 (45.7)                    | 11.9 (53.4)                   | 16.5 (61.7)                   | 20.3 (68.5)                   | 22.6 (72.7)                   | 22.4 (72.3)                   | 18.5 (65.3)                   | 13.0 (55.4)                   | 7.6 (45.7)                    | 3.5 (38.3)                    | 12.4 (54.4)                   |
| متوسط درجة الحرارة الصغرى °م (°ف) | −1.6 (29.1)                   | −0.1 (31.8)                   | 3.1 (37.6)                    | 6.9 (44.4)                    | 11.1 (52.0)                   | 14.8 (58.6)                   | 16.7 (62.1)                   | 16.4 (61.5)                   | 12.8 (55.0)                   | 8.3 (46.9)                    | 4.1 (39.4)                    | 0.3 (32.5)                    | 7.7 (45.9)                    |
| الهطول مم (إنش)                   | 126 (5.0)                     | 114 (4.5)                     | 106 (4.2)                     | 105 (4.1)                     | 93 (3.7)                      | 65 (2.6)                      | 52 (2.0)                      | 58 (2.3)                      | 92 (3.6)                      | 119 (4.7)                     | 154 (6.1)                     | 151 (5.9)                     | 1٬235 (48.7)                  |
| المصدر:                           |                               |                               |                               |                               |                               |                               |                               |                               |                               |                               |                               |                               |                               |

## أعلام
- جيرارد برونيي